# Bobby Driscoll
Robert Cletus Driscoll, artisticamente conhecido por  Bobby Driscoll (Cedar Rapids, Iowa, 3 de março de 1937 — East Village, Manhattan, Nova York, 30 de março de 1968), foi um aclamado ator mirim norte americano.
Estrelou alguns filmes de Walt Disney Studios, como A Canção do Sul, So Dear to My Heart e A Ilha do Tesouro. Ele serviu de modelo de animação e deu a voz ao personagem principal da animação de Peter Pan (1953).
Ganhou um óscar especial por sua atuação em The Window (no Brasil, Ninguém Crê em Mim). Foi o primeiro ator mirim a ter contrato exclusivo com os Estúdios Disney. Além do filme de suspense, ele é mais lembrado por seu trabalho em Song of the South (no Brasil, A Canção do Sul) e Treasure Island (A Ilha do Tesouro). Infelizmente, com o seu envelhecimento e a diminuição das ofertas de trabalho, ele se envolveu com drogas, e condenado a prisão por uso ilícito de drogas, o que por fim arruinou sua saúde e o reduziu à pobreza.

## Primeiros anos
Driscoll nasceu com o nome de Robert Cletus Driscoll em Cedar Rapids, o único filho de Cletus (1901-1969) um vendedor e Isabelle (1897-1972) uma ex-professora. Pouco depois de seu nascimento a família mudou se para Des Moines, onde ficaram até o início de 1943. A família muda - se para Los Angeles, quando um médico aconselhou o pai do pequeno Robert a mudar se para a Califórnia, porque ele sofria de manuseio de amianto por relações do trabalho.
Os pais de Driscoll foram encorajados a levá lo para os filmes. Bobby fez um teste na MGM para um papel pequeno no drama familiar Lost Angel de 1943, que estrelou Margaret O'Brien. Durante um passeio pelo lote do estúdio, Driscoll então com cinco anos, notou um navio de maquete e perguntou onde estava a água. O diretor ficou impressionado com a curiosidade e inteligência do menino e o escolheu entre os quarenta candidatos.

## Carreira consolidada

### "Wonder Child"
O breve lançamento de Driscoll, ajudou a ganhar o papel do jovem Al Sullivan, o mais novo dos cinco Irmãos Sullivan, no drama de 1944 da Segunda Guerra Mundial "Eram Cinco Irmãos" com Thomas Mitchell e Anne Baxter. E ainda nos filmes Um sonho de domingo (1944), o filho irmão de Richard Arlen em The Big Bonanza e o jovem Percy Maxim em So Goes My Love (1946) com Don Ameche e Myrna Loy. Ele também teve papéis menores em filmes como Identity Unknown, From This Day Forwad (1946), e OSS  com Alan Ladd, todos lançados em 1946.

### Disney
Driscoll e Luana Patenn foram os dois primeiros atores mirins que Walt Disney contratou. Driscoll em seguida foi o personagem principal em A Canção do Sul, que apresentou os atores contracenando com personagens de animação. O filme transformou Driscoll e sua co-estrela Luana Patten, em estrelas infantis e foram discutida em um Óscar especialcomo os melhores atores do ano, mas em 1947 foi decidido a não apresentar nenhum prêmio juvenil.
Agora apelidado pela imprensa americana como "Sweetheart Team" de Walt Disney, Driscoll e Patten estrelaram juntos em So Dear to My Heart, com Burl Ives e Beulah Bondi. Foi planejado como o primeiro filme de ação ao vivo da Disney, com a produção começando imediatamente após o Song of the South mas sua liberação foi adiada até o final de 1948 para atender às demandas do co-produtor da Disney e do distribuidor de longa data RKO Radio Pictures para conteúdo animado no filme.
Driscoll interpretou o filho da tela de Eddie Cantor na comédia musical RKO Studios de 1948, Se você conheceu Susie, na qual ele se associou com a ex-membro do Our Gang,Margaret Kerry. Ele e Patten apareceram com Roy Rogers e os Filhos dos Pioneiros na tentativa de ação ao vivo para o segmento Pecos Bill da compilação de desenho animado da Disney Melody Time, que foi lançado em 1948.

### TV e Rádio
Já adolescente Driscoll encontrou dificuldade fora dos estúdios de Hollywood, pois ainda era visto como "astro infantil da Disney", e não conseguiu obter papéis em filmes de outros gênero. De 1953 e os próximos três anos a maior parte de seu trabalho foi na televisão em séries de antologia e drama como Firesid Theatre, TV Reader's Digest, Front Row Center, Climax, Theatre Ford, Studio One, Dragnet, Medic e o Teatro Zane Grey de Dick Powell.
Entre 1948 e 1957, ele esteve em várias produções de Rádio que incluíram uma versão especial de transmissão de Peter Pan 1953 e Treasure Isaland em 1951. Em 1954 ele recebeu o Prêmio de Estrela de Ouro da Via Láctea, escolhido em uma pesquisa nacional por seu trabalho em rádio e televisão.

## Casamento
Em dezembro de 1956, Driscoll e sua namorada de longa data, Marilyn Jean Rush (ocasionalmente com erros ortográficos como "Brush"), fugiram para o México para se casar para evitar as objeções de seus pais. O casal foi mais tarde reencontrado em uma cerimônia de Los Angeles que ocorreu em março de 1957.  Eles tiveram duas filhas e um filho, mas o relacionamento não durou. Separaram-se, depois divorciaram-se em 1960.

## New York City
Em 1965, um ano depois de sua liberdade condicional ter expirado, ele se mudou para Nova York, na esperança de reviver sua carreira no palco da Broadway, mas não teve êxito. Ele se tornou parte da comunidade de arte de Greenwich Village de Andy Warhol conhecida como Factory, onde começou a se concentrar em seus talentos artísticos. Ele já havia sido encorajado a fazê-lo pelo famoso artista e poeta Wallace Berman, com quem ele tinha feito amizade depois de se juntar ao círculo de arte de Berman (agora conhecido como Semina Culture) em Los Angeles em 1956. Algumas de suas obras foram consideradas excepcionais e algumas de suas colagens sobreviventes e pastas de papelão foram exibidas temporariamente em Los Angeles no Museu de Arte de Santa Monica. Em 1965, no início de seu mandato na Fábrica, Driscoll deu o seu último desempenho cinematográfico conhecido, o filme subterrâneo Dirt, do cineasta experimental Piero Heliczer.

## Morte
Anos de abuso severo de drogas enfraqueceram seu coração. Em 30 de março de 1968, três semanas depois de completar 31 anos, dois meninos encontraram seu corpo em um prédio abandonado em East Village, o exame médico determinou que ele morreu de Insuficiência cardíaca causada pelo endurecimento avançada das artérias. Não houve identificação do corpo e fotos tiradas e mostradas ao redor do bairro não  produziu nenhuma identificação positiva. Como seu corpo não foi reclamado, ele foi sepultado em uma sepultura comunitária não marcada em Potter's Field.
No final de 1969, cerca de 19 meses após a sua morte, a mãe de Driscoll procurou à ajuda de funcionários do Estúdio Disney para uma união esperançada com seu pai que estava próximo da morte, Isso resultou em uma combinação de impressões digitais no Departamento de Polícia na cidade de Nova York, que localizou seu enterro na Ilha Hart.
Apesar de que seu nome apareça na lápide da sepultura de seu pai no Eternal Hills Memorial Park em Oceanside, é apenas um Cenotáfio, porque seus restos mortais ainda estão no Hart Island.
A morte de Driscoll não foi relatada até o relançamento de seu primeiro filme da Disney A Canção do Sul, em 1971-72, quando os repórteres pesquisaram o paradeiro dos principais membros do elenco do filme e sua mãe revelou o trágico resultado.

## Filmografia
| Ano  | Título original             | Título no Brasil          | Papel                        | Companhia                  |
| ---- | --------------------------- | ------------------------- | ---------------------------- | -------------------------- |
| 1943 | Lost Angel                  | O Anjo Perdido            | Bobby, menino no trem        | MGM                        |
| 1944 | The Sullivans               | Eram Cinco Irmãos         | Al Sullivan (criança)        | Twentieth Century Fox      |
| 1944 | Sunday Dinner for a Soldier | Um Sonho de Domingo       | Jeep Osborne                 | Twentieth Century Fox      |
| 1944 | The Big Bonanza             | —                         | Spud Kilton                  | Republic Pictures          |
| 1945 | Identity Unknown            | —                         | Toddy Loring                 | Republic Pictures          |
| 1946 | Miss Susie Slagle's         | —                         | Menino com o cachorro ferido | Paramount Pictures         |
| 1946 | From This Day Forward       | Esse Encanto Irresistível | Timmy Beesley                | RKO Radio Pictures         |
| 1946 | So Goes My Love             | —                         | Percy Maxim                  | Universal Pictures         |
| 1946 | O.S.S.                      | Sob o Manto Tenebroso     | Gerard                       | Paramount Pictures         |
| 1946 | Song of the South           | Canção do Sul             | Johnny                       | Walt Disney Productions    |
| 1948 | Pecos Bill                  | idem                      | Bobby                        | Walt Disney Productions    |
| 1948 | If You Knew Susie           |                           | Júnior Parker                | RKO Radio Pictures         |
| 1948 | So Dear to My Heart         | Meu Querido Carneirinho   | Jeremias Kincaid             | Walt Disney Productions    |
| 1949 | The Window                  | Ninguém Crê em Mim        | Tommy Woodry                 | RKO Radio Pictures         |
| 1950 | Treasure Island             | A Ilha do Tesouro         | Jim Hawkins                  | Walt Disney Productions    |
| 1951 | When I Grow Up              | —                         | Josh/Danny Reed              | Horizon Pictures           |
| 1951 | Fathers Are People          | —                         | Pateta Jr. (voz)             | Walt Disney Productions    |
| 1952 | Father's Lion               | —                         | Pateta Jr. (voz)             | Walt Disney Productions    |
| 1952 | The Happy Time              | O Amor, Sempre o Amor     | Robert Bonnard               | Stanley Kramer Productions |
| 1953 | Peter Pan                   | idem                      | Peter Pan (voz)              | Walt Disney Productions    |
| 1955 | The Scarlet Coat            | A Túnica Escarlate        | Ben Potter                   | MGM                        |
| 1958 | The Party Crashers          | A Fúria dos Jovens Maus   | Josh Bickford                | Paramount Pictures         |
| 1965 | Dirt                        | —                         | ?                            | produzido por Andy Warhol  |

## Prêmios
Driscoll recebeu o Prêmio Juvenil da Academia de Artes e Ciências Cinematográficas na 22 edições de Prêmio da Acadêmia em 1950. O prêmio foi apresentado como uma estatueta em miniatura de Óscar para " o excelente ator juvenil de 1949 " por seus papéis em So Dear to My Heart e The Window , ambos lançados em 1949. Ele também recebeu o Milky Way Gold Star Award em 1954, por seu trabalho em Rádio e televisão.
Por suas contribuições para a indústria Cinematográfica, Driscoll recebeu uma estrela na Calçada da Fama em 1560 e vine street 1960.